# 성격
성격(性格)은 환경에 대하여 특정한 행동 형태를 나타내고, 그것을 유지하고 발전시킨 개인의 독특한 심리적 체계이다.

## 정의
성격은 개인마다 갖고 있는 개성과 연관된 것으로서 간략히 정의하기는 쉽지 않다. 대표적인 성격에 대한 심리학적 정의로는 다음과 같은 것들이 있다.
- 고던 올포트(1937년) : 개인이 환경에 독특하게 적응하도록 결정지어주는 심리물리적 체계의 역동적 조직
- 한스 에이젠크(1960년) : 환경에 독특하게 적응하도록 하는 한 개인의 성품, 기질, 지성 등의 안정성 있는 조직
- 존 L 홀랜더(1967년) : 한 개인을 유일하고 독특하게 하는 특징의 총합
- 월터 미셀(1976년) : 개인이 접하는 생활 상황에 대해 독특한 적응을 나타내는 사고와 감정을 포함한 구별되는 행동 패턴
- 로버트 와인버그, 다니엘 굴드 (1995년) : 다른 사람과 구별되어 독특한 존재로 변별하여 주는 여러 특성들의 총합
- 제리 버저(2000년) : 일관된 행동 패턴 또는 개인의 내부에서 일어나는 내적 정신 과정

위와 같은 여러 정의를 살펴보면 일반적으로 성격이란 환경에 대해 개인이 취하는 행동과 관련된 것으로서, 사람마다 서로 다른 독특함을 특징으로 하고, 일시적인 것이 아닌 항상성을 지니는 심리적 체계를 의미한다고 할 수 있다.
성격의 형성에 대한 심리학 연구는 정신분석학 이론, 현상학 이론, 특성이론, 사회학습이론, 사회관계이론 등이 있다. 성격심리학에서는 개인의 성격을 기술하고 설명하고자 한다. 즉, 성격이란 어떤 것이며 그 사람은 어떤 성격을 어떤 과정을 통해 형성하게 되었는지를 밝히고자 하는 것이다. 따라서 성격심리학은 성격을 가설적 구성개념으로 파악한다. 다시 말해 성격은 개인의 행동을 통해 관찰된 귀납적 사실을 바탕으로 추리하여 얻어진 행동의 귀착 원인이다.

## 성격의 형성
태아 시기부터 형성되며 아기 때가 매우 중요하다고 알려졌다. 선천적인 성격 형성을 위해서는 대략 12세까지 매우 신중할 필요가 있으며 사람의 근본적인 성격은 잘 변하지 않는다. 근본적인 성격 변화는 FBI 전문가도 거의 불가능하다고 생각할 정도이다.
정신질환 등도 성격 형성의 원인이 될 수도 있으며 이런 경우에는 치료로 인하여 성격이 변할 수도 있다. 그러나 근본적인 성격에 피해를 주는 경우가 많아 이런 질환을 치료하지 않는 선택은 위험할 수 있다.

## 성격심리학
심리학이 형성된 이래 오랜 기간동안 인간의 성격 형성을 설명하는 저명한 이론은 지그문트 프로이트의 이론에서 비롯한 정신분석학을 근거로 한 것이었다. 고던 올포트는 이러한 정신분석학에 따른 성격 이론을 비판하며 개인의 독특한 행동을 가져오는 지속성 있는 특징으로 성격을 바라보고 성격을 구분짓는 특성들을 연구하였다. 올포트의 연구는 성격심리학의 형성에 큰 영향을 주었다. 올포트는 개인의 성격이 어떻게 형성되는가 보다는 형성된 성격이 개인의 행동에 어떠한 영향을 미치는가에 보다 중점을 두었다. 그는 이를 ‘기능적 자율화’라는 개념으로 설명하였는데 간단히 말해 처음에 어떤 이유로 그렇게 행동하였는 지와는 관계없이 나중에 가서는 으레 그렇게 행동하는 것이 목적이 된다는 것이다.
한편, 쿠르트 레빈은 인간의 인지와 행동이 분석적인 과정을 통해서 수행되는 것이 아니라 주어진 장(場) 안에서 종합적이며 즉각적으로 일어난다고 보았다. 그의 이러한 관점은 형태심리학 또는 게쉬탈트 심리학이라 불리는 심리학 학파 형성의 기초가 되었다. 레빈은 그의 저서 《동태적 인성 이론》에서 인간의 행동은 개인을 둘러싸고 있는 장에 놓여진 여러 가지 벡터 요소, 즉 심리적 장애와 유인력, 대상, 특정 행동에 대한 가치 판단 등의 조합에 의해 인간의 행동이 결정된다고 보았다. 결국 레빈의 관점에 따르면 인간의 성격은 어떤 고정된 특성이라기 보다는 특정한 상황 속에 놓인 여러 요소들에 의해 결정되는 행동 양식이라고 보았다. 형태심리학에 따르면 인간은 이러한 장에서 자신에게 주어진 관계 전체를 고려하여 행동하며 따라서 상황이 달라지면 당연히 행동도 달라지게 된다.

### 성격 이론
성격에 대한 이론은 관점에 따라 특성 이론, 행동인지적 접근, 정신역동적 접근, 인본주의적 접근, 사회문화적 접근으로 구분할 수 있다.
- 특성 이론

레이몬드 카텔의 16개 성격 지표나 워렌 노먼의 5가지 성격 특성 요소과 같이 성격의 특성을 결정짓는 요소를 구분하고 이에 따라 개인의 성격을 기술하는 이론이다. 특성 이론은 학자 마다 서로 다른 성격 지표 수를 가지고 있으나 형성된 성격이 일정한 특성을 오랫동안 유지한다고 보는 공통점이 있다. 한편, 이러한 특성 이론을 비판하는 학자들은 이들의 성격 지표가 실제 개인의 행동에 대한 예언타당도를 보이지 못한다는 점을 들어 비판한다. 특성 이론을 비판하는 학자들은 특성 이론의 예언타당도가 높지 않은 이유가 사실 개인의 성격을 구성하는 특성이란 것이 존재하지 않기 때문이며, 개개인의 성격도 시간과 상황에 따라 달라질 수 있다고 본다.
- 행동인지적 접근

행동주의 심리학에서 영향을 받은 성격 이론으로 인간의 성격이 외적 환경의 작용에 의해 형성된다고 본다. 이들은 개인의 행동에 따른 결과 돌아오는 보상에 따라 어떤 행동은 강화되고 다른 행동은 감소된다고 여겼고, 이러한 보상 기제를 조절하면 개인은 그에 따른 자기 통제력이 형성되고 그 결과 특정한 성격이 형성된다고 보았다.
- 정신역동적 접근

지그문트 프로이트의 정신분석학을 바탕으로 하는 성격 이론이다. 정신분석학은 인간의 행동을 무의식에서부터 기원하는 욕망과 초자아로 대표되는 자기 통제 기제의 작용결과 나타난 결과로 본다. 프로이트의 학설은 일반적으로 널리 알려진 이론이나 그 과학적 근거는 거의 없어 실제 성격 연구에는 그다지 활용되고 있지 않다. 이후 알프레드 아들러, 카를 융, 밀턴 에릭슨 등이 개인의 성적 욕망을 무의식의 주요 작동 기제로 보는 프로이트의 이론을 수정하여 사회 문화적 환경이 개인에게 주는 영향을 강조한 이론을 구축하였다.
- 인본주의적 접근

인간의 자유의지와 개인의 주관적 경험을 강조하는 이론으로 현상학적 성격 이론이라고도 불린다. 이 이론은 개인의 직접적인 경험에 의해 형성된 자기 자신과 타인에 대한 가치 평가가 성격의 형성과 행동에 영향을 미친다고 파악한다.
- 사회문화적 접근

위의 이론들이 개인의 성격을 주로 개인 내부에서 형성되는 것으로 파악한 것과 달리 사회문화적 접근은 사회 문화적 맥락속에서 개인의 성격이 결정된다고 파악한다. 이들은 문화인류학의 연구 성과를 토대로 문화에 따라 남·여의 성역할이나 개인의 행동 양식 등이 다르다는 점에 주목하였다. 따라서 사회문화적 접근은 인류는 문화에 따라 매우 다양한 성격 유형을 가지고 있다고 파악하며, 동시에 이들 문화의 비교를 통해 인류의 공통적인 심리적 특징들을 연구한다.

## 성격 유형
성격 유형은 인간의 성격을 이루는 요소를 구분하고, 특정한 개인이 어떠한 성격 요소에 더 큰 영향을 받아 행동하게 되는 지에 따라 유형을 분류하는 것이다. 성격심리학은 워렌 노먼의 5가지 성격 특성 요소나 레이몬드 카텔의 16개 성격 지표 등을 바탕으로 성격 요소를 구별하고 있다.
다양한 성격 이론 만큼이나 다양한 성격 유형 구분이 존재하기 때문에 상담심리학에서는 성격 검사의 목적에 따라 적절한 검사 유형을 선택하여 참고한다. 성격 유형 검사에는 특성확인형과 유형구분형이 있는데, 어느 쪽이건 이론적으로 가정된 특성을 측정할 뿐이지 실제로 존재하는 특정 개인의 성격을 측정하는 것은 아니다. 더욱이 성격 유형 검사는 대부분 신뢰도와 타당도가 낮은 편이다. 따라서 성격 유형 검사의 결과로 개인을 단정짓는 것은 위험하다. 대표적인 성격 유형 검사로는 캘리포니아 성격검사, 마이어스-브릭스 유형 지표, 다요인 인성검사 등이 있다.
이 외에 성격 유형을 구분하는 이론으로는 에니어그램이 있으나 과학적 근거는 높지 않다. 한편, 대한민국과 일본 등에서 대중적으로 알려져 있는 혈액형에 따른 성격 구분은 아무런 근거가 없는 사이비과학에 불과하다.

## 성격 발달
개인의 성격은 오랜 시간에 걸쳐 형성되는 것이다. 성격이 형성되는 과정을 성격 발달이라 한다. 성격 발달의 과정에 대한 잘 알려진 이론으로는 다음과 같은 것들이 있다.
- 프로이트의 성격 발달 이론

프로이트는 인간의 심리적 발달 단계를 욕구가 집중되는 곳에 따라 구강기, 항문기, 남근기, 잠복기, 성기기 등으로 구분하고 단계별 욕구가 억압되면 성격형성에 장애가 생긴다고 보았다.
- 에릭슨의 성격 발달 이론

에릭슨은 프로이트의 이론에서 성적 욕구가 차지하는 비중을 낮추고 사회적 관계에 따른 성격의 형성 등과 같은 개념을 도입하였다. 에릭슨은 인간의 성격 발달 과정을 8단계로 구분하여 전 생애에 걸쳐 이루어진다고 보았다. 에릭슨은 각 단계마다 개인에게 심리적 과제가 다가오며 이에 대응한 결과에 따라 성격이 형성된다고 보았다.
| 단계       | 위기             | 긍정적 결과                                       | 부정적 결과                                  |
| ---------- | ---------------- | ------------------------------------------------- | -------------------------------------------- |
| 생후 1년   | 신뢰 / 불신      | 일어나는 일들을 신뢰함                            | 일어나는 일에 불안감을 느낌                  |
| 생후 2년   | 자율 / 의혹      | 스스로를 통제하는데 자신감을 갖는다               | 스스로에 대해 부끄럽게 여긴다                |
| 3-5 세     | 창의 / 죄책      | 자신의 활동에 자율적이며 자신감을 갖는다          | 스스로를 부족하게 여기고 죄책감을 갖는다     |
| 6세-사춘기 | 근면 / 열등      | 사물을 이해하고 조직하는 능력을 갖는다            | 사물을 이해하고 조직하는데 열등감을 갖는다   |
| 청년기     | 정체 / 혼미      | 자기 정체성을 확립한다                            | 스스로의 정체성에 혼미함을 느낀다            |
| 성인 초기  | 친밀 / 고립      | 타인을 위해 봉사하고 사랑할 수 있는 능력을 기른다 | 애정 관계를 형성하지 못한다                  |
| 중년기     | 생산 / 자기 몰입 | 가정과 사회에 대한 책임감을 갖는다                | 자신의 이익에만 몰두한다                     |
| 노년기     | 통합 / 절망      | 성취감 속에 기꺼이 죽음을 대면한다                | 생에 대한 불만과 죽음에 대한 낙심에 빠져든다 |

## 성격 장애
성격 장애 또는 인격 장애는 고정된 습관이나 성격, 사고방식이 사회적 기준에서 극단적으로 벗어나 사회생활에 문제를 일으키는 경우를 말한다. 미국정신의학회는 인격장애를 "개인이 속한 문화에서 기대되는 것과는 상당히 편중되고, 전반적이며 융통성이 없으며, 청소년기나 초기 성인기에 발생을 하여 시간이 지나도 변화되지 않으며 고통이나 장애를 초래하는 내적 경험과 행동의 지속적인 양상."(DSM-Ⅳ, 1994, p. 629) 이라고 정의하고 있다.
현대 이상심리학에서는 성격 장애를 개인차의 결과로 파악하고 있다. 즉, 성격 장애를 갖고 있는 개인은 여러 성격의 분포 가운데 끝단에 몰려있는 사람들일 뿐 일반적인 사람들과 동일한 성격구조를 갖고 있다고 판단한다. 예를 들어 강박성 인격장애는 부적응적인 극단적 성실성으로 이해될 수 있다.
성격 장애의 유형에는 편집성 인격장애와 같이 별난 성격, 반사회성 인격장애와 같은 도덕성 결여, 강박성 인격장애와 같은 과도한 불안감 등이 있다.

## 같이 보기
- 정서
- 태도